# فلوریندا لازوس لئون
فلوریندا لازوس لئون (انگلیسی: Florinda Lazos León؛ ۱۸۹۸ در سن کریستوبال د لاس کساس– ۱۹۷۳ در سن‌خوزه) یک انقلابی، روزنامه‌نگار، سیاستمدار مکزیکی، و طرفدار حق رأی زنان بود.
فلوریندا لازوس از مبارزان انقلاب مکزیک بود. او مشاغل مختلفی از پرستاری گرفته تا معاونت داشت. او همچنین یکی از سازمان دهندگان اولین کنگره کارگران و دهقانان چیاپاس در سال ۱۹۱۹ بود. لازوس لئون نماینده‌ای از بسیاری از انقلابیونی است که به پیشبرد برابری در مکزیک و آموزش در چیاپاس کمک کردند و یکی از شخصیت‌های محبوب این منطقه به‌شمار می‌رود.

## زندگی‌نامه
فلوریندا لازوس لئون در سال ۱۸۹۸ در سن کریستوبال د لاس کساس در چیاپاس (مکزیک) به دنیا آمد. او دختر آبل لازوس و سوفیا د لئون بود.
او تحصیلات ابتدایی، متوسطه و پرستاری را در ارتش لیبرتاد دل سور خواند. در سال ۱۹۱۱، فلوریندا لازوس لئون، عموی خود، مهندس مانوئل لازوس، و سایر اعضای یک کمیسیون از چیاپاس را هنگام ملاقات با فرانسیسکو در سان خوان باوتیستا همراهی کرد. در همان سال، گروهی از فمینیستهای مکزیکوسیتی خواستار حق رای از رئیس‌جمهور موقت، فرانسیسکو لئون د لا بارا شدند.

## انقلاب مکزیک

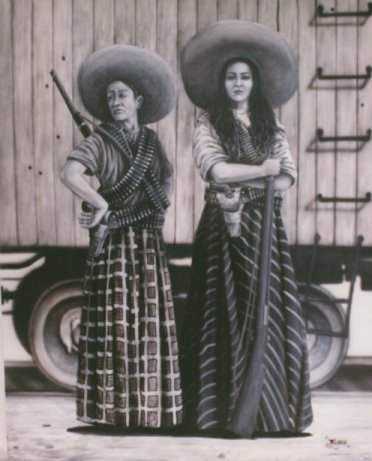
زنان در انقلاب مکزیک (آدلیتا یا سولدادرا)

فلوریندا لازوس لئون فعالانه در انقلاب مکزیک شرکت کرد.
در دوران انقلاب مکزیک یا مرحله مسلحانه انقلاب، حضور زنان در میدان جنگ در کنار سربازان چشمگیر بود. زنان انقلابی وظیفه جمع‌آوری دارو، مهمات، پوشاک، مواد غذایی و… را بر عهده داشتند.
در طول حاکمیت غاصب اوارتیستا، لازوس لئون به نیروهای زاپاتیستایی لشکر ژنرال آنجل باریوس پیوست و به عنوان یک پیک کار کرد. در ادامه فداکاریش در راه آزادی، او همچنین به عنوان پرستار در ارتش آزادیبخش جنوب تحت فرماندهی سرهنگ پرودنسیو کاسال کار کرد. همه زنانی که به انقلاب مکزیک پیوستند به عنوان «آدلیتا یا سولدادرا» شناخته می‌شدند. آنها از آزادی میهن خود دفاع کردند و یکی از اولین جنبش‌های فمینیستی به‌شمار می‌رفتند.
در سال ۱۹۱۷ او بخشی از کمیسیون زنان بود که در آغاز سال برای آرام کردن شورشیان ضد کارانچیستا تحت فرماندهی تیبورسیو فرناندز روئیز که در آن ایالت علیه دولت می‌جنگیدند، وساطت کرد. او نه تنها در چیاپاس، بلکه در جنگ‌های در داخل کشور نیز مداخله کرد.
لازوس لئون کسی بود که خبر قتل امیلیانو زاپاتا را به دیگران رساند.